# Edison Pettit
Edison Pettit (22 de septiembre de 1889 – 6 de mayo de 1962) fue un astrónomo estadounidense.

## Semblanza
Pettit nació en Peru (Nebraska). Se graduó en la Escuela Estatal Normal de Nebraska en Perú. Enseñó astronomía en la Universidad Washburn de Topeka (Kansas) entre 1914 y 1918. Se casó con Hannah Steele, ayudante en el Observatorio Yerkes, y recibió su doctorado por la Universidad de Chicago en 1920.
Poco después pasó a formar parte del personal del Observatorio del Monte Wilson. Inicialmente se especializó en astronomía solar, construyendo sus propios termopares. También realizó observaciones visuales de Marte y de Júpiter.  Incluso después de su jubilación, continuó fabricando espectrógrafos para varios observatorios en el taller que tenía en su propia casa.

## Eponimia
- El cráter lunar Pettit lleva este nombre en su memoria.[2]
- El cráter marciano Pettit también conmemora su nombre.[3]